# Гога
Гога (рум. Goga) — село у повіті Прахова в Румунії. Входить до складу комуни Рифов.
Село розташоване на відстані 50 км на північ від Бухареста, 10 км на південний схід від Плоєшті, 95 км на південний схід від Брашова.

## Населення
За даними перепису населення 2002 року у селі проживали 525 осіб, з них 524 особи (99,8%) румунів. Усі жителі села рідною мовою назвали румунську.